# Virtus Atletica Bologna
La Virtus Atletica Bologna, attualmente nota anche come S.E.F. Virtus Emilsider Bologna, è una società sportiva di atletica leggera di Bologna fondata nel 1871, facente parte della polisportiva S.E.F. Virtus Bologna.

## Storia

### La fondazione
La nascita della sezione di atletica leggera, con il primo nome di Pedestre e Giuochi, della Società di Educazione Fisica Virtus, avvenne ufficialmente nel 1899 sulla scia dei Giochi della I Olimpiade, in un contesto di fine XIX secolo nel quale non esistevano ancora le federazioni e la Federazione Ginnastica Nazionale Italiana si occupava di diverse discipline, tra cui quelle che oggi appartengono all'atletica leggera. Qualche anno prima l'atletica era stata in ogni caso lo sport principe fondatore dell'anima virtussina e della diffusione dello sport a Bologna. La prima manifestazione sportiva pubblica organizzata dalla Virtus di cui si ha nota, infatti, riportata sul giornale del tempo La Ginnastica, era essenzialmente un'esibizione di atletica: una "marcia forzata lungo i viali di circonvallazione della città" svoltasi per la prima volta il 4 aprile 1871.
La storia dell'atletica virtussina è legata soprattutto a tre nomi: Ondina Valla, Claudia Testoni, Pino Dordoni, tutti e tre membri della Hall of Fame della FIDAL.

### Dal 2000 in poi
Nonostante le ristrettezze economiche in cui versano storicamente le società sportive civili, e la carenza impiantistica diffusa nel territorio bolognese, la società è cresciuta nel panorama dell'atletica italiana, e non ha mai smesso di fornire atleti alle rappresentative azzurre. Nel nuovo millennio, e dopo che la FIDAL ha deciso di limitare lo strapotere dei corpi sportivi nel 2008, la Virtus è sempre stata presente nelle prime cinquanta posizioni della graduatoria dei Campionati italiani di società di atletica leggera. Nel 2016, per la prima volta nella sua storia, ha partecipato alla Finale Argento (prime ventiquattro squadre italiane) di tali campionati disputatasi ad Orvieto, mentre nel 2017, in ragione del posizionamento dell'anno precedente, ha disputato la Finale Oro (prime dodici squadre italiane) valida per l'assegnazione dello scudetto, presso Modena, nuovamente per la prima volta nella sua storia. Negli anni che seguono la squadra bolognese ha sempre disputato la Finale dei Campionati di Società. La 4x100 è inoltre vice-campione d'Italia ai Campionati italiani assoluti di atletica leggera 2018. Di questi e altri successi è stato protagonista Diego Pettorossi, in organico fino al 2020. Nel 2022 la società tessera il marciatore azzurro Teodorico Caporaso, che vince il titolo italiano ai Campionati italiani assoluti di atletica leggera indoor 2022.

## Palmarès
In oltre 150 anni di storia, almeno fino agli anni '60, la Virtus è stata una delle principali società italiane di atletica.  Nel suo palmarès sono presenti cinque medaglie olimpiche, due conquistate ai Campionati Europei, tre alle Universiadi e due ai Giochi del Mediterraneo, oltre a 10 atleti olimpionici, 1 oro, 1 argento e 3 bronzi ai Mondiali Universitari, 121 titoli individuali ai Campionati italiani Assoluti, 6 titoli tricolori a squadre, 47 atleti azzurri in Nazionale A e un'ottantina di record italiani.
Giochi olimpici

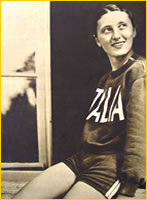
Ondina Valla, "Il sole in un sorriso"

 Ondina Valla – 80 metri ostacoli – Berlino 1936.
 Pino Dordoni – marcia 50 km – Helsinki 1952.
 Tullio Gonnelli – staffetta 4×100 metri – Berlino 1936.
 Gabriele Salviati – staffetta 4×100 metri – Los Angeles 1932.
 Giorgio Oberweger – lancio del disco – Berlino 1936.
Partecipazioni ai Giochi olimpici:
- Oprando Bottura – lancio del giavellotto – Anversa 1920.
- Giuseppe Tugnoli – lancio del disco – getto del peso – Anversa 1920.
- Adolfo Contoli – decathlon – pentathlon – Parigi 1924.
- Ruggero Biancani – lancio del disco – Berlino 1936.
- Guido De Murtas – riserva staffetta 4×100 metri – Roma 1960.

Campionati europei
 Claudia Testoni – 80 metri ostacoli – Parigi 1938.
 Pino Dordoni – marcia 50 km – Bruxelles 1950.
Giochi del Mediterraneo
 Pino Dordoni – marcia 10 km – Alessandria d'Egitto 1951.
 Pino Dordoni – marcia 10 km – Barcellona 1955.

## Atleti in nazionale
Nazionale assoluta
| Atleta                   | Specialità                              | Periodo |
| ------------------------ | --------------------------------------- | ------- |
| Balestra Arnaldo         | 110 hs                                  | 1948-52 |
| Baracchi Bustavo         | 110 hs, lungo, peso, giavellotto, 4×400 | 1925-30 |
| Barbieri Raul            | Alto                                    | 1926-28 |
| Basiliana Vito           | Maratona, maratonina                    | 1979    |
| Bettini Carlo            | 1500                                    | 1950-52 |
| Biancani Ruggero         | Peso, disco                             | 1935-41 |
| Bianchi Cesarino         | 10000                                   | 1940-41 |
| Bonaiuto Raffaele        | Giavellotto                             | 1963-64 |
| Bononcini Lauro          | Peso                                    | 1935    |
| Bosciutti Giovanbattista | Asta                                    | 1939-40 |
| Bottura Oprando          | Giavellotto                             | 1920    |
| Canova Umberto           | Lungo                                   | 1961    |
| Cazzola Piergiorgio      | 100, 4×100                              | 1959    |
| Chiaratti Andrea         | Giavellotto                             | 1982    |
| Cicconi Lamberto         | Alto                                    | 1928    |
| Contoli Adolfo           | 110 hs, pentathlon, decathlon, 4×100    | 1921-24 |
| D'Agostino Alberto       | 200, 4×100                              | 1930    |
| Degli Esposti Edgardo    | Alto                                    | 1934    |
| De Murtas Guido          | 4×100                                   | 1958-60 |
| Dordoni Giuseppe         | Marcia 10 km, marcia 50 km              | 1950-55 |
| Dotti Renato             | Alto                                    | 1935-37 |
| Erotavo Antonio          | Maratona                                | 1983    |
| Ferrini Gilberto         | Disco                                   | 1964    |
| Giovenanza G. Cesare     | 100, 4×100                              | 1931    |
| Giuli Filippo            | 100                                     | 1925    |
| Gonelli Tullio           | Asta                                    | 1935-37 |
| Gordini Giuseppe         | 100, 200, 4×100                         | 1931-34 |
| Grossi Giorgina          | Peso                                    | 1938    |
| Guarini Alessio          | Lungo                                   | 2009    |
| Lega Mario               | Lungo                                   | 1978-79 |
| Mignani Benvenuto        | Peso, disco                             | 1929-34 |
| Montanari Vanes          | 100, 200, 4×100                         | 1946-49 |
| Morselli Sergio          | 200, 4×100                              | 1973    |
| Neri Pietro              | Alto                                    | 1937    |
| Oberweger Giorgio        | 110 hs, disco                           | 1934-36 |
| Palmieri Giuseppe        | Alto, asta, disco, giavellotto          | 1925-29 |
| Ratta Marino             | Asta                                    | 1930-37 |
| Rossi Bruno              | Giavellotto                             | 1939-51 |
| Salviati Gabriele        | 100, 4×100                              | 1930-32 |
| Sarti Celestino          | 4×400                                   | 1937    |
| Testoni Claudia          | 200, 80 hs, lungo, 4×100                | 1935    |
| Trebbi Annamaria         | Peso                                    | 1948    |
| Trombetti Gianluca       | Marcia                                  | 2006    |
| Tugnoli Giuseppe         | Peso, disco, martello                   | 1920-21 |
| Tugnoli Mario            | 800                                     | 1928-30 |
| Valla Ondina             | 80, 80 hs, alto, lungo, 4×100           | 1935-37 |
| Zamboni Paolo            | 110 hs                                  | 1956-57 |

Nazionale under 23
| Atleta                | Specialità      | Periodo |
| --------------------- | --------------- | ------- |
| Bellini Roberto       | 400 hs          | 1985    |
| Bucci Marco           | Disco           | 1980-81 |
| Chiappati Valentino   | 400 hs          | 1972    |
| Lega Mario            | Lungo           | 1978    |
| Morselli Sergio       | 100, 200, 4×100 | 1972    |
| Paparesta Gaetano     | 5000            | 1985    |
| Pettorossi Diego Aldo | 200, 4×100      | 2019    |
| Piccolo Davide        | 400 hs          | 2013    |
| Rizzioli Gianni       | 800             | 1983    |

Nazionale under 20
| Atleta                | Specialità                 | Periodo |
| --------------------- | -------------------------- | ------- |
| Benfenati Piero       | Triplo                     | 1966    |
| Canova Umberto        | Lungo                      | 1959    |
| Cennerazzo Antonio    | Marcia 10 km, marcia 15 km | 1972    |
| Chiappatti Valentino  | 400 hs                     | 1971    |
| De Murtas Guido       | 100, 200, 4×100            | 1955    |
| Di Leo Roberto        | 100, 4×100                 | 1942    |
| Franchi Edy           | Asta                       | 1967    |
| Gianantoni Marco      | 4×100                      | 2014    |
| Maggini Nicola        | Giavellotto                | 1981    |
| Mattiello Mario       | 400 hs                     | 1965    |
| Pedrelli Claudio      | 200                        | 1982    |
| Perrone Marco         | 400                        | 2007    |
| Pettorossi Diego Aldo | 200 indoor, 4×100          | 2016    |
| Salmi Pierluigi       | 1500                       | 1968    |
| Scotto Giovanni       | 100, 4×100                 | 1984    |
| Simoni Giovanni       | Alto                       | 1941    |
| Zamboni Paolo         | 110 hs                     | 1956-57 |

Nazionale under 18
| Atleta                | Specialità      | Periodo |
| --------------------- | --------------- | ------- |
| Fiorini Enrico        | 400 hs          | 2008    |
| Pettorossi Diego Aldo | 100, 200, 4×100 | 2013-14 |
| Piccolo Davide        | 400 hs          | 2008    |
| Scozia Luca           | Giavellotto     | 2008    |

## Record societari
| Specialità             | Prestazione         | Atleta                                  | Data                          | Luogo                        |
| ---------------------- | ------------------- | --------------------------------------- | ----------------------------- | ---------------------------- |
| 100 metri piani        | 10"48               | Marco Gianantoni ('95)                  | 19 maggio 2018                | Isernia, Italia              |
| 200 metri piani        | 21"04               | Diego Pettorossi ('97)                  | 16 giugno 2019                | Imola, Italia                |
| 400 metri piani        | 47"4                | Roberto Piana ('57)                     | 12 giugno 1982                | Bologna, Italia              |
| 800 metri piani        | 1'49"01             | Gianni Rizzioli ('60)                   | 31 luglio 1983                | Molfetta, Italia             |
| 1500 metri piani       | 3'45"7              | Norberto Salmaso ('57)                  | 1980                          |                              |
| 3000 metri piani       | 8'08"07             | Gaetano Paparesta ('64)                 | 6 luglio 1985                 | Pisa, Italia                 |
| 5000 metri piani       | 13'52"13            | Gaetano Paparesta ('64)                 | 9 luglio 1985                 | Roma, Italia                 |
| 10000 metri piani      | 29'34"5             | Vito Basiliana ('53)                    | 1980                          |                              |
| 110 metri ostacoli     | 14"28               | Giovanni Marchetti ('98)                | 29 agosto 2020                | Padova, Italia               |
| 400 metri ostacoli     | 50"30               | Davide Piccolo ('91)                    | 25 giugno 2016                | Rieti, Italia                |
| 3000 metri siepi       | 8'49"59             | Norberto Salmaso ('57)                  | 17 giugno 1981                | Venezia, Italia              |
| Marcia 10 km           | 41'23"2             | Gianluca Trombetti ('77)                | 27 luglio 2002                | Castelnovo ne' Monti, Italia |
| Maratona               | 2h15'31"            | Antonio Erotavo ('54)                   | 19 giugno 1983                |                              |
| Ultramaratona          | 11h15'52"           | Michele Raule ('73)                     | 26 maggio 2007                | 100 km del Passatore         |
| Salto in alto          | 2,07 m              | Luca Guizzardi ('60) Matteo Resca ('87) | 23 maggio 1981 25 giugno 2008 | ND Carpi, Italia             |
| Salto con l'asta       | 4,70 m              | Mario Testi ('56)                       | 17 giugno 1984                | Piacenza, Italia             |
| Salto in lungo         | 7,84 m              | Alessio Guarini ('86)                   | 1º agosto 2009                | Milano, Italia               |
| Salto triplo           | 15,72 m             | Daniele Ragazzi ('94)                   | 26 gennaio 2025               | Modena, Italia               |
| Getto del peso         | 17,74 m             | Andrea Giubilei ('63)                   | 10 luglio 1985                | Roma, Italia                 |
| Lancio del disco       | 54,82 m             | Marco Bucci ('60)                       | 10 giugno 1981                | Bologna, Italia              |
| Lancio del giavellotto | 61,98 m             | Andrea Ghiselli ('00)                   | 13 febbraio 2022              | Modena, Italia               |
| Lancio del martello    | 58,39 m             | Andrea Poli ('91)                       | 28 giugno 2015                | Modena, Italia               |
| Decathlon              | 6 539 p. (6 641 p.) | Mario Testi ('56)                       | 30 settembre 1984             | Bolzano, Italia              |
| Staffetta 4×100 metri  | 40"56               | A. Pedrelli-Gianantoni-Xilo-Pettorossi  | 20 maggio 2017                | Modena, Italia               |
| Staffetta 4×400 metri  | 3'12"58             | A. Pedrelli-Monzani-Piccolo-Hazmi       | 28 luglio 2013                | Milano, Italia               |